# Litoměřice
Litoměřiceⓘ (AFI [ˈlɪtomɲɛr̝ɪtsɛ], în germană Leitmeritz) este un oraș în regiunea Ústí nad Labem, Cehia. Este străbătut de râurile Elba și Ohře, aproximativ 64 km de distanță spre nord-vest din Praga. 

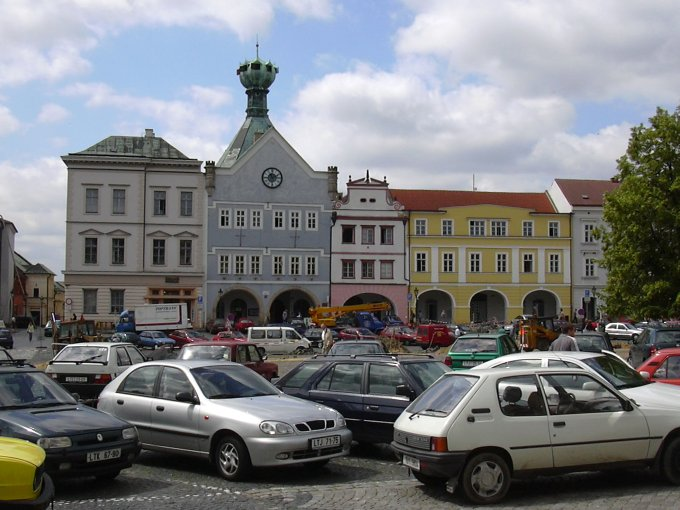
Centrul oraşului Litoměřice

Conform recensământului din 2006, are o populație de 25.517 de locuitori și suprafață de 17,99 km².

## Persoane notabile
- Antonio Rosetti (c. 1750–1792), compozitor și contrabasist
- Josef Jungmann (1773–1847), poet și lingvist, a trăit și a predat aici
- Vincent Bochdalek (1801–1883), anatomist și patolog
- Josef Emanuel Hilscher (1806–1837), soldat, poet și traducător austriac
- Karel Hynek Mácha (1810–1836), poet, înmormântat inițial aici
- Ferdinand Blumentritt (1853–1913), profesor și etnograf austriac
- Alfred Kubin (1877–1959), artist, gravor, ilustrator și (ocazional) scriitor austriac
- Štěpán Trochta (1905–1974), cardinal
- Kurt Honolka (1913–1988), muzicolog și critic muzical german
- Peter Lerche (1928–2016), jurist german
- Johann Georg Reißmüller (1932–2018), jurnalist german
- Dietrich Mattausch (născut în 1940), actor german
- Rudolf Buchbinder (născut în 1946), pianist austriac
- Zdeněk Pecka (1954–2024), canotaj, medaliat olimpic
- Jiří Macháček (născut în 1966), cântăreț și actor
- Milan Hnilička (născut în 1973), jucător de hochei pe gheață și politician
- Martin Škoula (născut în 1979), jucător de hochei pe gheață
- Oldřiška Marešová (născut în 1986), săritor în înălțime